# 1954
1954 (MCMLIV) fue un año común comenzado en viernes según el calendario gregoriano.

## Acontecimientos

### Enero
- 4 de enero: en los Estados Unidos, el cantante Elvis Presley graba su primer disco.
- 11 de enero:
  - en Marruecos se firma el Manifiesto de Independencia.
  - estadounidenses y soviéticos celebran las primeras reuniones sobre la prohibición de las armas atómicas.
- 12 de enero: en Blons (Austria), dos avalanchas sucesivas matan a más de 200 personas.[1]

### Febrero
- 1 de febrero: en la España de Franco la organización de ultraderecha Falange Española Tradicionalista y de las JONS constituye la Junta Nacional de la Vieja Guardia.
- 3 de febrero: en Huelva (España) nieva por primera vez en su historia.
- 5 de febrero: en Indochina, el Frente Nacional de Liberación de Vietnam (Vietmihn) cerca la localidad de Dien Bien Phu.
- 6 de febrero: desde Estados Unidos zarpa el primer envío de armas para la dictadura franquista en España.
- 7 de febrero: el avión Lockheed F-104 Starfighter lleva a cabo su primer vuelo.
- 10 de febrero: en Washington D. C., el presidente estadounidense Dwight Eisenhower advierte de la posible intervención de Estados Unidos en Indochina, a causa del asedio a que se ven sometidas las tropas francesas sitiadas en Dien Bien Phu.
- 10 de febrero: en la URSS se gestiona la liberación de los prisioneros de la División Azul.
- 15 de febrero: el laboratorio farmacéutico Behring anuncia que ha logrado un paso decisivo en el desarrollo de una vacuna antipoliomielítica.
- 17 de febrero: Estados Unidos entrega al gobierno español el buque Nalón.
- 17 de febrero: en España se estudia un plan para revalorizar el turismo en la Costa del Sol.
- 22 de febrero: se estrena la película Hay un camino a la derecha, dirigida por Francisco Rovira Beleta y protagonizada por Francisco Rabal y Julia Martínez.
- 28 de febrero: en el atolón Bikini (islas Marshall), Estados Unidos detona la bomba de hidrógeno Bravo, de 15 Mt (megatones). En comparación, la soviética Bomba del Zar (la más potente de la Historia, de 1961) fue de 50 Mt, y la Little Boy (lanzada en 1945 sobre la población civil de Hiroshima) fue de 0,016 Mt. La lluvia radioactiva contamina a la tripulación del pesquero japonés Dragón Afortunado Cinco (de los que morirá uno de ellos seis meses más tarde) y a los propios soldados estadounidenses.

### Marzo
- 1 de marzo: en Sudán, después de la sesión inaugural del primer Parlamento, se producen desórdenes entre autonomistas y partidarios de la anexión a Egipto, que ocasionan 30 muertos. El gobernador británico proclama el estado de excepción.
- 1 de marzo: en Washington D. C. (Estados Unidos), cuatro nacionalistas puertorriqueños disparan contra cinco miembros de la Cámara de Representantes.
- 1 de marzo: un terremoto de 5,6 sacude Australia.
- 13 de marzo: 437 km al oeste de la ciudad indochina de Hanoi (en la actual Vietnam) ―en el marco de la guerra de Vietnam (1955‑1975)―, los patriotas vietnamitas cercan a las tropas invasoras francesas. Comienza la batalla de Dien Bien Phu, que finalizará con una aplastante victoria vietnamita tras 55 días de combates (hasta el 7 de mayo), en que finalizará para siempre la dominación francesa.
- 17 de marzo: en el sur de Chile (1543 km al sur de Santiago) se funda oficialmente la villa de Cochrane.
- 22 de marzo: en Londres, tras más de 14 años, vuelve a funcionar el mercado del oro.
- 27 de marzo: en una barcaza sobre el cráter de la bomba nuclear Bravo (detonada el 1 de marzo), en el atolón Bikini), Estados Unidos detona la bomba de hidrógeno Romeo, de 11 megatones.
- 28 de marzo: en San Juan (Puerto Rico), el multimillonario puertorriqueño Ángel Ramos funda el canal Telemundo.

### Abril
- 1 de abril: en México se retiran las monedas de plata de 5 pesos, pues, tras la devaluación, el valor del metal superaba el de intercambio de la moneda.
- 2 de abril: al puerto de Barcelona llega el buque Semiramis, en el que regresan 286 voluntarios de la División Azul.
- 7 de abril: en el atolón Bikini, Estados Unidos detona la bomba de hidrógeno Koon, que se preveía que sería de 1500 kilotones pero resultó un fizzle (bomba fallida) de 110 kt. En comparación, la bomba atómica Little Boy fue de 16 kt.
- 11 de abril: según un estudio de la empresa True Knowledge, basado en 300 millones de datos históricos desde 1900 hasta 2010 para calcular diferentes estadísticas históricas, se concluyó que este día fue objetivamente el «día más aburrido del mundo», nada importante aconteció
- 25 de abril: en Basilea (Suiza) se inaugura el St. Jakob Park.
- 25 de abril: en una barcaza cerca del atolón Bikini, Estados Unidos detona la bomba de hidrógeno Unión, de 6900 kilotones.
- 26 de abril al 20 de julio: la Conferencia de Ginebra establece que Laos, Camboya y Vietnam se conviertan en estados independientes.
- 30 de abril: un terremoto de 7,0 sacude el centro de Grecia dejando 25 muertos y más de 700 heridos.

### Mayo
- 1 de mayo: en Manila (Filipinas) comienzan los II Juegos Asiáticos.[2]
- 4 de mayo: en una barcaza sobre el cráter de la bomba Unión (detonada el 26 de abril), en el atolón Bikini, Estados Unidos detona la bomba de hidrógeno Yankee, de 13 500 kilotones. En comparación, la bomba Fat Man (en Nagasaki, en 1945) fue de 21 kilotones.
- 7 de mayo: 437 km al oeste de la ciudad indochina de Hanoi (en la actual Vietnam) ―en el marco de la guerra de Vietnam (1955‑1975)―, las tropas invasoras francesas se rinden ante los patriotas vietnamitas en la batalla de Dien Bien Phu, tras 55 días de combates (desde el 13 de marzo). Finaliza para siempre la dominación francesa.
- 7 de mayo: en la villa bonaerense de Rauch, 279 km al sur de Buenos Aires (Argentina), se funda la Liga Rauchense de Fútbol.
- 9 de mayo: en Manila (Filipinas) culminan los II Juegos Asiáticos.[2]
- 13 de mayo: en una barcaza sobre el cráter de la bomba Ivy Mike (la primera bomba de hidrógeno del mundo, detonada el 1 de noviembre de 1952), en el atolón Enewetak, Estados Unidos detona la bomba de hidrógeno Néctar, de 1690 kilotones. En comparación, la bomba atómica Little Boy (del ataque a Hiroshima) fue de 16 kilotones. Es la número 51 del total de 1054 bombas atómicas que hizo detonar Estados Unidos entre 1945 y 1992.
- 17 de mayo: la Corte Suprema de los Estados Unidos, en su decisión Brown contra la Junta de Educación de Topeka (Kansas) 347 US 483 1954 decreta que en la Constitución de ese país no hay motivos para el apartheid en las escuelas.
- 18 de mayo: en Argentina, el Gobierno de Juan Domingo Perón ―como parte del Plan Quinquenal― comienza la construcción del oleoducto de 1490 km entre los campos petrolíferos de Campo Durán (provincia de Salta) y el Litoral argentino.
- 20 de mayo: en México, el presidente Adolfo Ruiz Cortines decreta la desaparición de poderes en el Estado de Guerrero y destituye al gobernador Alejandro Gómez Maganda.

### Junio
- 4 de junio: Francia y Vietnam firman el tratado en el que Francia reconoce la independencia de Vietnam.
- 12 de junio: en la Ciudad del Vaticano, el papa Pío XII canoniza al niño Domingo Savio.
- 13 de junio: en Colombia comienzan las transmisiones de la televisión en ese país.
- 15 de junio: nace la UEFA (unión de asociaciones de fútbol europeo).
- 16 de junio: comienza la V Edición de la Copa Mundial de Fútbol de 1954 en Suiza.
- 27 de junio: en Guatemala, el presidente constitucional Jacobo Arbenz Guzmán es derrocado por un golpe de Estado.
- 28 de junio: en España se inaugura el embalse de El Vado, después de 40 años de obras.

### Julio
- 4 de julio: en Berna (Suiza) Termina el Mundial de fútbol y la República Federal de Alemania vence a la favorita Hungría por 3-2 en el Campeonato Mundial de Fútbol celebrado en Suiza este partido es conocido como el Milagro de Berna.
- 6 de julio: comienza una serie de terremotos en el estado de Nevada de 5,9 a 7,3 que se prolongan hasta el 23 de marzo de 1959.
- 11 de julio: el general Alfredo Stroessner, candidato único, es elegido presidente de Paraguay.
- 13 de julio: fallece la reconocida pintora mexicana Frida Kahlo.
- 19 de Julio la compañía Sun Records de Memphis, Tennessee edita el sencillo That's All Right /Blue Moon of Kentucky del cantante Elvis Presley, considerado como el surgimiento del rockabilly.

### Agosto
- 5 de agosto: se establece un contrato para la explotación por 25 años del petróleo iraní por la Compañía Nacional Iraní de Petróleo y un consorcio formado por BP, Gulf Oil Corporation, Royal Dutch Shell, Compagnie Française des Pétroles y las cuatro integrantes de Aramco.
- 24 de agosto: en Brasil se suicida el presidente Getulio Vargas.
- 28 de agosto: en la Ciudad de México se funda el club deportivo de fútbol Pumas de la UNAM.
- 31 de agosto: en Mao (República Dominicana) se registra la temperatura más alta en la Historia de ese país: 43 °C (109,4 °F).

### Septiembre
- 1 de septiembre: en Guatemala, el mayor Carlos Castillo Armas es electo nuevo presidente, con el apoyo de los Estados Unidos.
- 3 de septiembre: el papa Pío XII canoniza al papa Pío X.
- 8 de septiembre: se funda la SEATO.
- 9 de septiembre: Un terremoto de 6,7 sacude la ciudad argelina de Chlef dejando un saldo de alrededor de 1.400 personas fallecidas.
- 14 de septiembre: sobre el polígono de Tótskoye (unos 1050 km al este de Moscú) un bombardero soviético Tu-4 a 8000 m de altura deja caer una bomba atómica de 40 kilotones, que estalla a 350 m. En el experimento quedan expuestas unas 45 000 personas (militares y civiles).
- 27 de septiembre: Mao Zedong se convierte en el primer presidente de la República Popular China.
- 29 de septiembre: se funda en Ginebra, Suiza la Organización Europea para la Investigación Nuclear.

### Octubre
- 5 de octubre: Yugoslavia pierde Trieste que vuelve a manos italianas

### Noviembre
- 1 de noviembre: crisis en Argentina entre la Iglesia católica y el gobierno de Perón que inicia su campaña anticlerical.
- 3 de noviembre: fundación en España de la Real Asociación de Hidalgos de España.
- 3 de noviembre: se estrena en Japón la película de ciencia ficción y terror: Godzilla (ゴジラ, Gōjira). Fue dirigida por Ishiro Honda, con efectos especiales a cargo de Eiji Tsuburaya. Fue la primera de muchas películas de kaijū que se producirán en Japón, en muchas de las cuales el protagonista es Godzilla. Producida y distribuida por Toho Company Ltd.

- 30 de noviembre: en Oak Grove (Alabama) el meteorito Hodges (un trozo del meteorito Sylacauga) del tamaño de un pomelo pero de 3,8 kg golpea a la señora Anna Hodges (1920-1972), dejándole un hematoma en la cadera izquierda. Es el primer caso conocido de una persona golpeada por una piedra del espacio (el segundo será en Mbale [Uganda], el 14 de agosto de 1992).

### Diciembre
- 10 de diciembre: en Suecia, el escritor estadounidense Ernest Hemingway recibe el premio Nobel de Literatura.
- 16 de diciembre: en Montevideo (Uruguay) se funda el Teatro Circular.
- 16 de diciembre: Dos terremotos de 7,3 y 6,9 sacuden el estado de Nevada.
- 17 de diciembre: Bogotá es nombrada capital de Colombia.
- 30 de diciembre: en Buenos Aires (Argentina), el Gobierno constitucional de Juan Domingo Perón legaliza la prostitución ―que estaba «prohibida» desde la Década Infame― y crea el Sindicato de Meretrices.

### Sin fecha
- En los Estados Unidos, la empresa Fender presenta su famosa guitarra Fender Stratocaster.
- En Haití, el dictador François Duvalier se autonombra «presidente vitalicio».
- En Egipto, Gamal Abdel Nasser es nombrado primer ministro.
- En China, Mao Zedong se autonombra presidente.

## Nacimientos

### Enero
- 4 de enero: Peter Seiffert, tenor alemán.
- 5 de enero: 
  - Jorge Delgado Panchana: exnadador olímpico y presidente del Comité Olímpico Ecuatoriano
  - Alex English, baloncestista estadounidense.
- 6 de enero: 
  - Anthony Minghella, cineasta y guionista británico (f. 2008).
  - Diego Arnedo, bajista argentino, de la banda Divididos.
  - Salvador Bernárdez, futbolista hondureño (f. 2011).
- 7 de enero: Abilio Estévez, escritor cubano.
- 8 de enero:
  - Julieta Castellanos, socióloga hondureña.
  - Nora Velázquez, actriz y comediante mexicana, conocida por interpretar el personaje cómico de Chabelita.
- 10 de enero: Viv Thomas, cineasta británico.
- 11 de enero: Kailash Satyarthi, activista indio.
- 12 de enero: 
  - Manuela Bravo, cantante y actriz argentina.
  - Jesús María Satrústegui, futbolista español.
- 17 de enero: Marina Rossell, cantautora catalana.
- 18 de enero: Mario Salvador Sánchez, pintor surrealista salvadoreño (f. 2019).
- 19 de enero: 
  - Yumi Matsutoya, cantautora y pianista japonesa.
  - Katey Sagal, actriz estadounidense.
- 20 de enero: Rudy la Scala, cantante italo-venezolano.
- 23 de enero: Franco de Vita, cantautor y pianista italo-venezolano.
- 24 de enero: Jo Gartner, piloto austriaco de automovilismo (f. 1986).
- 25 de enero: Ricardo Bochini, futbolista argentino.
- 26 de enero: 
  - Sebastián Ligarde, actor mexicano.
  - Miguel Mateos, cantante argentino.
- 28 de enero: Bruno Metsu, exfutbolista y entrenador francés (f. 2013).

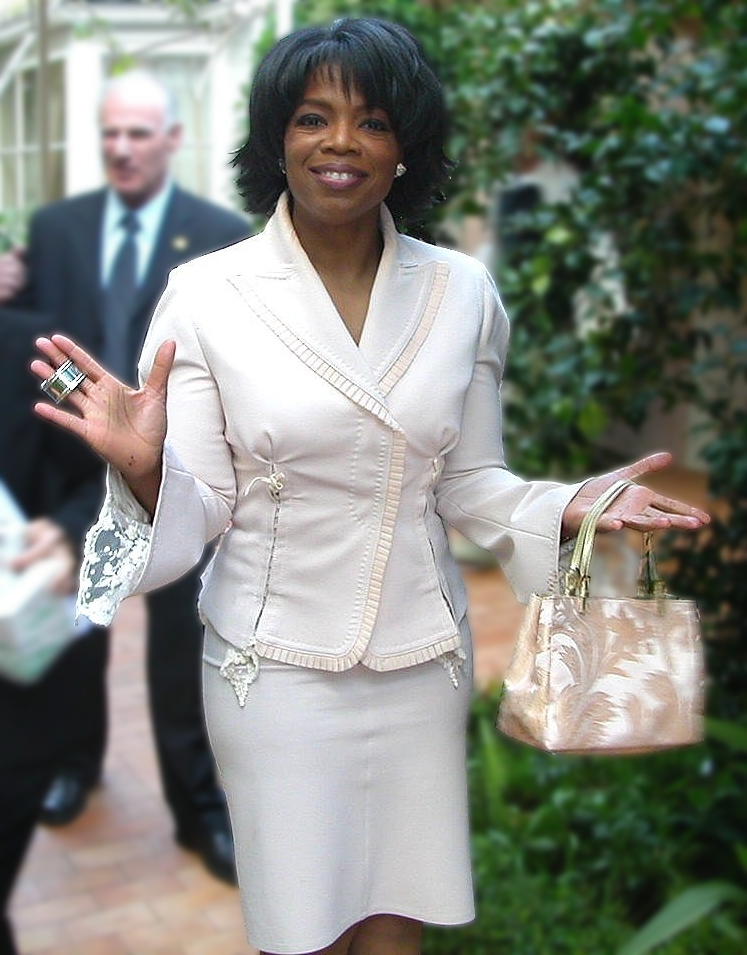
Oprah Winfrey

- 29 de enero: Oprah Winfrey, presentadora de televisión y productora estadounidense.

### Febrero
- 2 de febrero: Christie Brinkley, modelo y actriz estadounidense.
- 4 de febrero: 
  - José Ignacio Goirigolzarri, economista español.
  - Mónica Sánchez-Navarro, actriz mexicana.
- 7 de febrero: Ricardo Silva, actor mexicano de doblaje (f. 2021).
- 8 de febrero: Humberto Martínez Salcedo, humorista, actor y periodista colombiano (f. 1986).
- 10 de febrero: Jairo Camargo, actor y director colombiano de televisión.

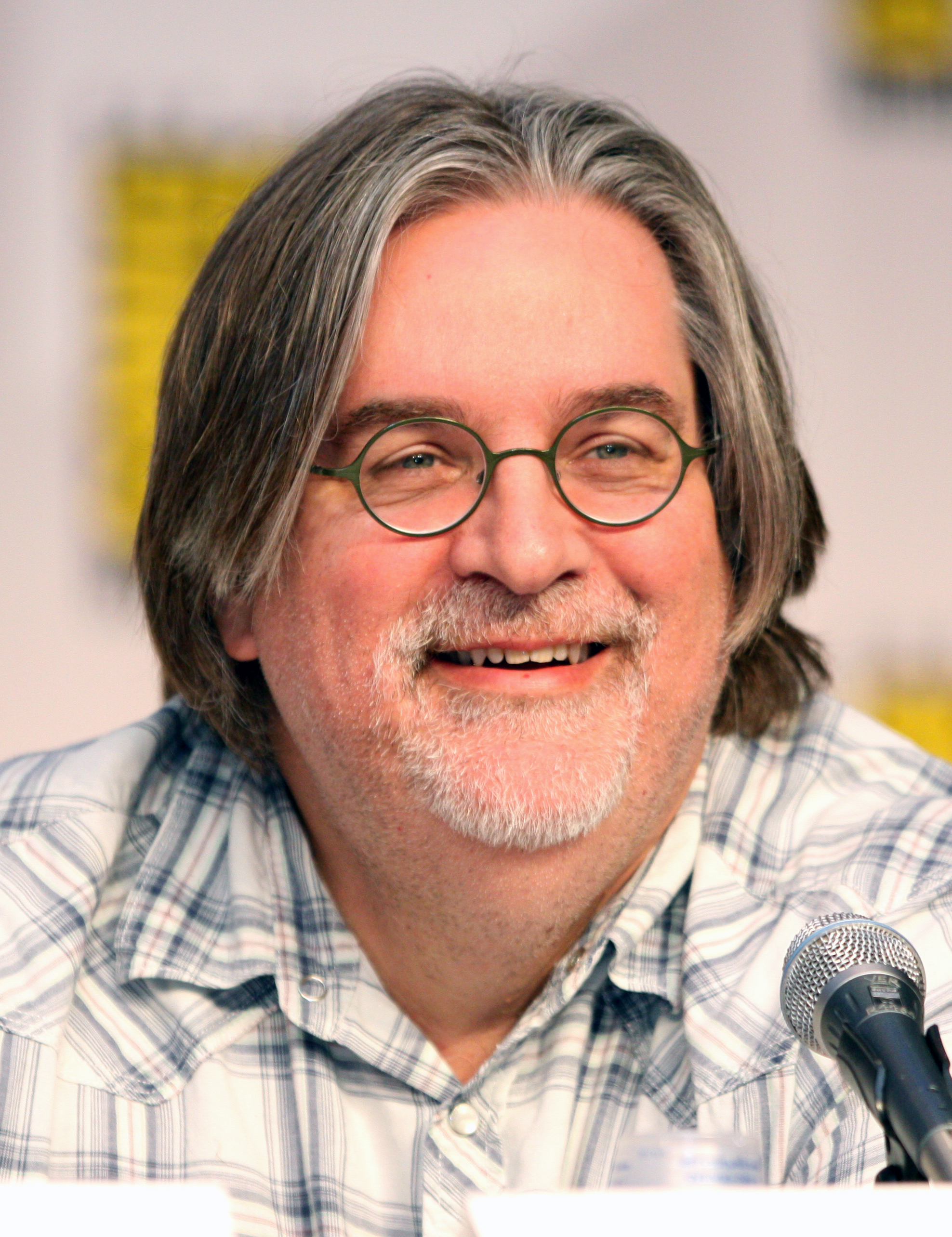
Matt Groening

- 15 de febrero: Matt Groening, historietista, productor de televisión y escritor estadounidense. Creador de Los Simpsons, Futurama y (Des)encanto
- 16 de febrero: Iain Banks, escritor británico (f. 2013).
- 17 de febrero: Rene Russo, actriz y modelo estadounidense.
- 18 de febrero: John Travolta, actor estadounidense.
- 19 de febrero: Sócrates, futbolista brasileño (f. 2011).
- 20 de febrero: 
  - Billy Pontoni, músico colombiano.
  - Emiro Sossa, político colombiano (f. 2001).
- 23 de febrero: 
  - Rosendo Mercado, músico español, de la banda Leño.
  - Viktor Yushchenko, expresidente ucraniano.
- 25 de febrero: 
  - Gerardo Pelusso, entrenador de fútbol uruguayo.
  - Cristiana Chamorro Barrios, periodista y activista nicaragüense.
- 26 de febrero: Recep Tayyip Erdoğan, político y presidente turco.
- 28 de febrero: Francisco Hinojosa, escritor y editor mexicano.

### Marzo
- 1 de marzo: 
  - Ron Howard, productor y director estadounidense.
  - Attila Verestóy, Ingeniero rumano y político rumano (f. 2018).
- 2 de marzo: Gara Takashima, seiyū japonesa.
- 4 de marzo: 
  - François Fillon, político francés.
  - Catherine O'Hara, actriz canadiense.
- 10 de marzo: 
  - Lupita D'Alessio, cantante y actriz mexicana.
  - Wilkins, cantautor puertorriqueño.
- 16 de marzo: Nancy Wilson, guitarrista estadounidense, de la banda Heart.
- 24 de marzo: 
  - Rafael Orozco Maestre, cantante y compositor colombiano (f. 1992).
  - Robert Carradine, actor estadounidense.
- 25 de marzo: Francisco Pérez Abellán, periodista español (f. 2018).
- 26 de marzo: László Borbély, Político rumano de etnia húngara.

### Abril
- 1 de abril: Óscar Ladoire, actor español.

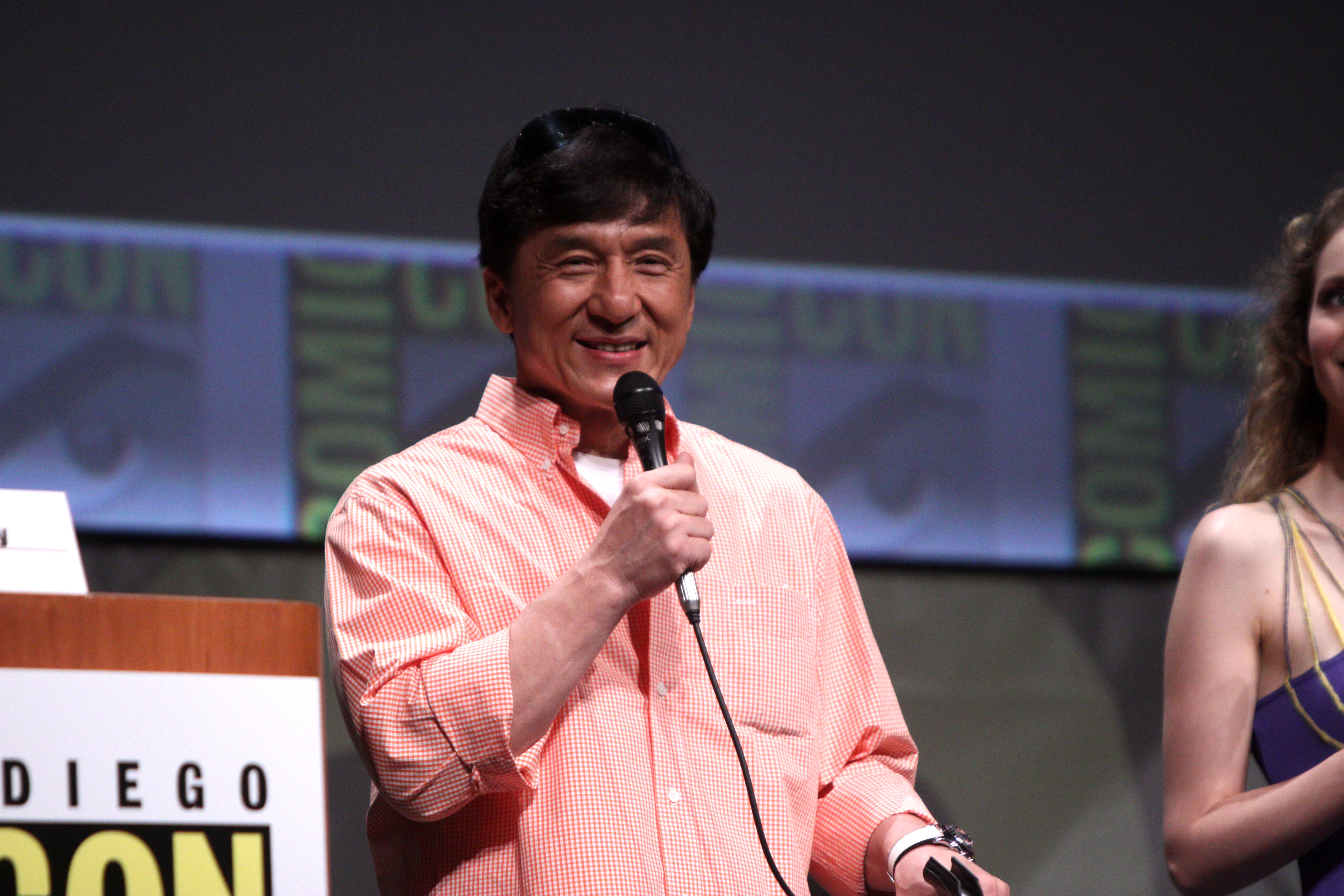

- 7 de abril: Jackie Chan, actor, productor y cineasta chino.

- 9 de abril: 

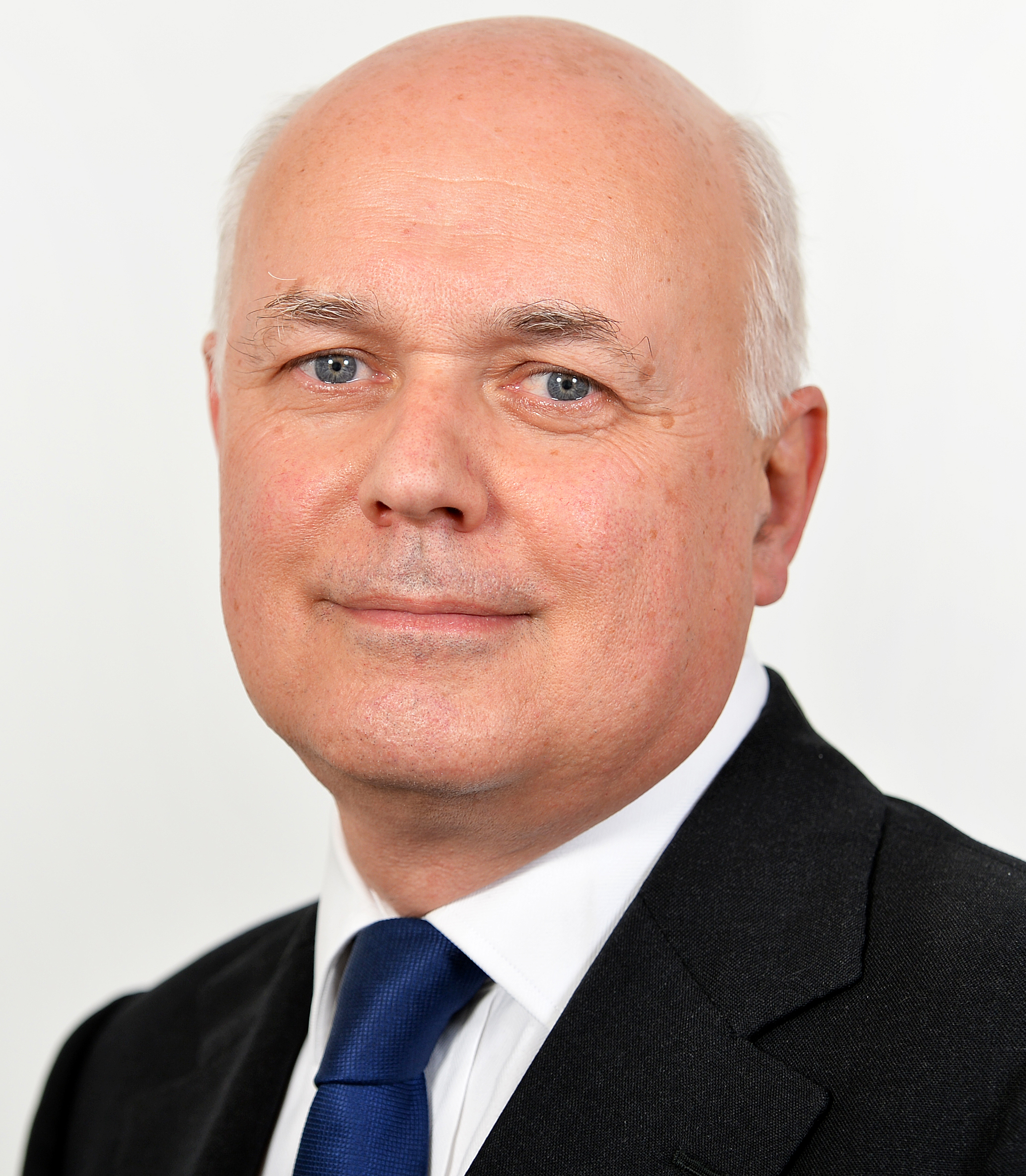
Iain Duncan Smith

  - Álvaro Torres, cantante y compositor salvadoreño.
  - Iain Duncan Smith, político británico.
  - Toño Martín, cantante español (f. 1991).
- 10 de abril: Peter MacNicol, actor estadounidense.
- 11 de abril: Abdullah Atalar, académico turco.
- 14 de abril: 
  - Katsuhiro Otomo, dibujante, guionista y cineasta japonés.
  - Millán Salcedo, actor cómico español.
- 16 de abril: Ellen Barkin, actriz estadounidense.
- 17 de abril: Riccardo Patrese, piloto italiano de Fórmula 1.
- 18 de abril: 
  - Francisco Javier Ceballos Sierra, autor informático español.
  - Lito Epumer, guitarrista y compositor argentino de rock.
  - Torsten Persson, economista sueco.
- 19 de abril: Bob Rock, productor discográfico canadiense.
- 23 de abril: 
  - Michael Moore, cineasta estadounidense.
  - Diego Álvarez, actor colombiano (f. 1993).
- 24 de abril: Mumia Abu-Jamal, periodista y activista político estadounidense.
- 29 de abril: Jerry Seinfeld, actor, escritor, productor y director estadounidense.
- 30 de abril: Jane Campion, directora de cine neozelandesa.

### Mayo
- 1 de mayo: Silvana Di Lorenzo, actriz y cantante italo-argentina.
- 7 de mayo: Amy Heckerling, directora de cine estadounidense.
- 8 de mayo: Stephen Furst, actor y director estadounidense (f. 2017).
- 13 de mayo: Alejandro Encinas Rodríguez, político mexicano.
- 14 de mayo: Gary Palmer, político estadounidense, miembro de la Cámara de Representantes.[3]
- 15 de mayo: Suzanne Basso, asesina estadounidense (f. 2014).
- 23 de mayo: 
  - Marvin Hagler, boxeador estadounidense (f. 2021).
  - Evio di Marzo, músico venezolano (f. 2018).
- 25 de mayo: Kee Thuan Chye, actor, periodista y dramaturgo malayo.
- 26 de mayo: Allan Wellman, futbolista guatemalteco.
- 28 de mayo: Yuri Yegórov, pianista ruso.
- 31 de mayo: Néstor Gurini, un piloto de automovilismo argentino (f. 2018).

### Junio
- 2 de junio: Chiyoko Kawashima, seiyū japonesa.
- 3 de junio: 
  - Ángela Irene, cantante folclórica argentina.
  - Dulce e Inmaculada Chacón, escritoras y poetas españolas (f. 2003) (f. ----).
- 5 de junio: Alejandro De Michele, cantautor argentino, del dúo Pastoral.
- 13 de junio: Eiko Yamada, seiyū japonesa.
- 18 de junio: Gladys Guaipo, política venezolana.
- 19 de junio: Kathleen Turner, actriz estadounidense.
- 20 de junio: Amparo Muñoz, actriz y modelo española.
- 21 de junio: Anne Kirkbride, actriz británica (f. 2015).
- 22 de junio: Wolfgang Becker, cineasta alemán.
- 26 de junio: Félix McDonald, futbolista guatemalteco.
- 30 de junio: Serzh Sargsián, presidente armenio.

### Julio
- 2 de julio: Wendy Schaal, actriz estadounidense.
- 4 de julio: 
  - Martha Lucía Ramírez, política colombiana, actual vicepresidenta de Colombia desde 2018.
  - Adriana Franco, actriz colombiana.
- 6 de julio: Francisco Reyes, actor chileno.
- 10 de julio: Neil Tennant, cantante y guitarrista británico, del dúo Pet Shop Boys.
- 11 de julio: Alejandro Camacho, actor y productor mexicano.
- 12 de julio: Hidetoshi Nakamura, seiyū japonés (f. 2014).
- 15 de julio: Mario Alberto Kempes, futbolista argentino.

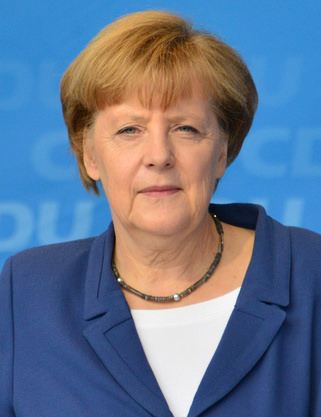
Angela Merkel

- 17 de julio: Angela Merkel, política alemana, canciller en el periodo 2005-2021.
- 23 de julio: Ana Botella, política española.
- 25 de julio: Santiago Auserón, cantante y compositor español de la banda Radio Futura.
- 26 de julio: Leonardo Daniel, actor mexicano.
- 28 de julio: Hugo Chávez, presidente venezolano (f. 2013).

### Agosto
- 5 de agosto: Bernardo Recamán Santos, matemático colombiano.
- 7 de agosto: Antonio Resines, actor español.
- 9 de agosto: Claudia Blum, política y diplomática colombiana.
- 10 de agosto: Joan Ruiz Carbonell, político español.
- 12 de agosto: 
  - François Hollande, expresidente francés.
  - Luis Fernando Ardila, actor colombiano (f. 2004).
- 14 de agosto: Stanley A. McChrystal, general estadounidense.
- 15 de agosto: Stieg Larsson, escritor sueco (f. 2004).

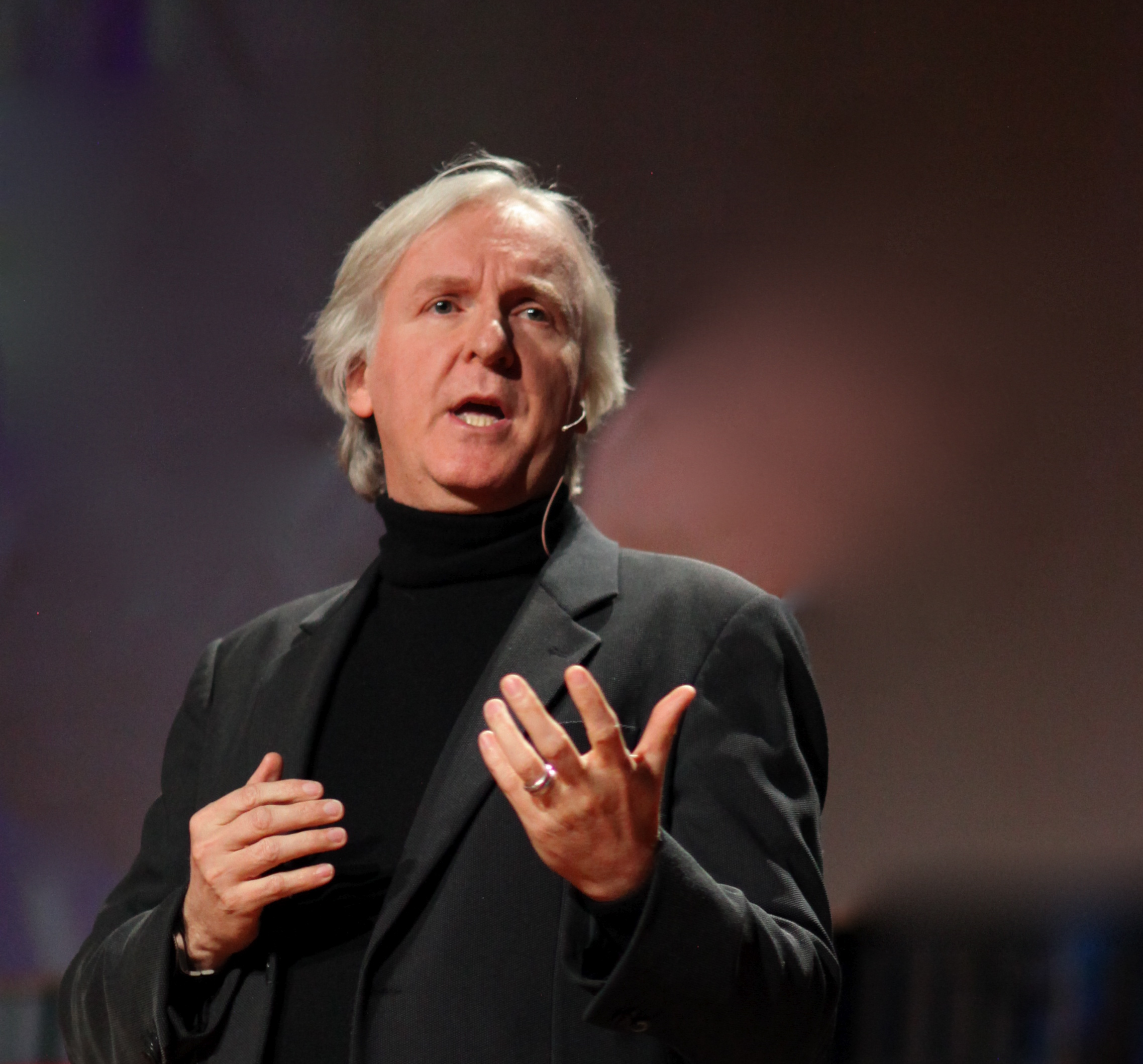
James Cameron

- 16 de agosto: James Cameron, cineasta, guionista y productor canadiense.
- 17 de agosto: Andrés Pastrana Arango, expresidente colombiano.
- 19 de agosto: Oscar Larrauri, piloto de automovilismo argentino.
- 25 de agosto: Elvis Costello, músico, cantante y compositor británico.
- 27 de agosto: 
  - Carlos Zannini, político argentino.
  - María Elvira Samper, periodista, columnista, redactora y directora colombiana.
  - Derek Warwick, piloto de automovilismo británico.
- 30 de agosto: 
  - Alexander Lukashenko, presidente bielorruso.
  - José Carlos Cataño, poeta, narrador y ensayista canario.

### Septiembre
- 2 de septiembre: Humberto Zurita, actor mexicano.
- 4 de septiembre: Carmen Boullosa, escritora mexicana.
- 14 de septiembre: 
  - Otto Serge, cantante colombiano de música vallenata.
  - Nubia Martí, actriz mexicana.
- 15 de septiembre: Hrant Dink, periodista turco (f. 2007).
- 21 de septiembre: Shinzō Abe, primer ministro japonés (f. 2022).
- 24 de septiembre: Gerónimo Barbadillo, futbolista peruano.
- 25 de septiembre: Juande Ramos, entrenador español de fútbol.
- 29 de septiembre: 
  - Patricia Allende, fotógrafa española.
  - Gloria Zapata, actriz colombiana.
- 30 de septiembre: Enrique Peñalosa, político colombiano.

### Octubre
- 2 de octubre: Lorraine Bracco, actriz estadounidense.
- 3 de octubre: Stevie Ray Vaughan, guitarrista estadounidense.
- 8 de octubre: Fernando Kliche, actor uruguayo.
- 10 de octubre: 
  - Javier Hernández Bonnet, periodista deportivo colombiano.
  - David Lee Roth, cantante estadounidense.
- 14 de octubre: Mordejái Vanunu, técnico nuclear israelí.
- 15 de octubre: 
  - Carlos Carvallo, locutor argentino implicado en torturas y asesinatos durante la dictadura de Videla.
  - Diosdado Simón, investigador, biólogo, botánico, arboricultor y educador ambiental español.
  - Vilma Cecilia Morales, abogada y expresidenta de la Corte Suprema hondureña.
- 19 de octubre: Lou Briel, artista polifacético: cantante, compositor, productor, presentador, actor, director puertorriqueño.
- 23 de octubre: Ang Lee, director taiwanés.
- 24 de octubre: Fernando Vázquez, entrenador español de fútbol.
- 26 de octubre: Olivia Bucio, actriz mexicana.
- 27 de octubre: Paula Peña, actriz colombiana.
- 30 de octubre: Mario Testino, fotógrafo de moda peruano, fotógrafo de parte de la realeza europea, especialmente la británica.

### Noviembre
- 5 de noviembre: 
  - Prommin Lertsuridej, político tailandés.
  - Alejandro Sabella, entrenador argentino de fútbol (f. 2020).
- 6 de noviembre: Karin Fossum, escritora noruega.
- 8 de noviembre: 
  - Kazuo Ishiguro, escritor británico de origen japonés.
  - Pedro Vilarroig, compositor clásico español.
- 11 de noviembre: Rafael Ángel Martínez González, historiador español.
- 13 de noviembre: 
  - Dionisio García Carnero, político español.
  - Chris Noth, actor estadounidense.
- 14 de noviembre: 
  - Eliseo Salazar, piloto chileno de Fórmula 1.
  - Yanni, pianista griego.
  - Condoleezza Rice, política estadounidense.

- 21 de noviembre: 

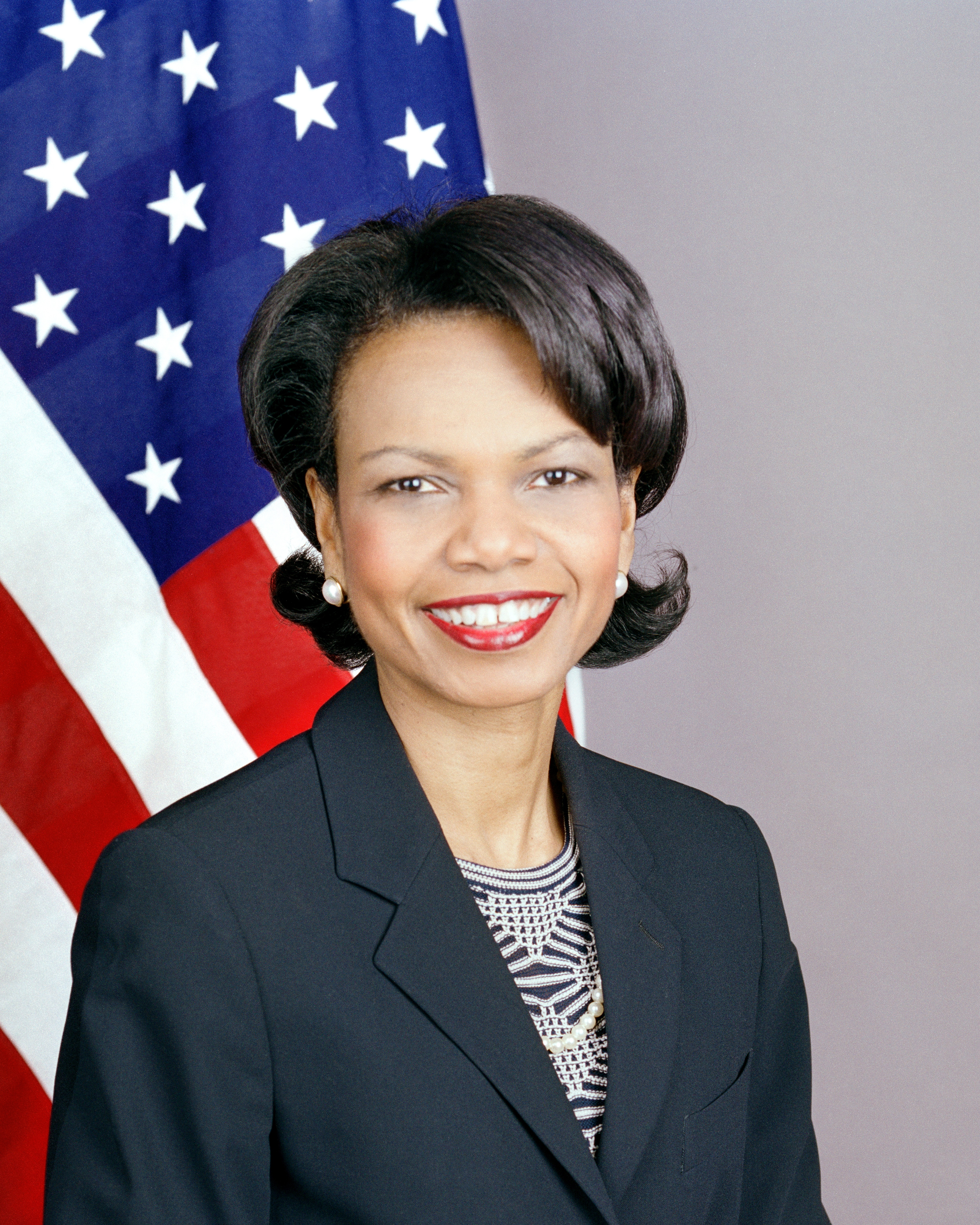
Condoleezza Rice

  - Carmen Avendaño, activista gallega en contra del narcotráfico.
  - Fiona Pitt-Kethley, poetisa, novelista, escritora y periodista británica.
- 23 de noviembre: 
  - Ross Brawn, ingeniero británico de automovilismo.
  - Elizabeth Savalla, actriz brasileña.
- 24 de noviembre: Emir Kusturica, cineasta y músico serbio.
- 27 de noviembre: Támara, cantante colombiana (f. 2000).
- 29 de noviembre: Joel Coen, cineasta estadounidense.

### Diciembre
- 2 de diciembre: Juan Acuña Kunz, médico y político chileno expatriado en Argentina; adherente a la Unión Cívica Radical.
- 2 de diciembre: Dan Butler, actor y guionista estadounidense.
- 5 de diciembre: Hanif Kureishi, escritor británico.
- 8 de diciembre: Sumi Shimamoto, actriz de voz japonesa.
- 11 de diciembre: 
  - Santiago Creel, político mexicano.
  - Prachanda, guerrillero maoísta nepalí.
  - Jermaine Jackson, músico y cantante estadounidense, de la banda Jackson 5.
- 13 de diciembre: 
  - Justo Bolekia, filólogo, novelista y poeta ecuatorianoguineano.
  - Allan Costly, futbolista hondureño.
  - Steve Forbert, cantautor estadounidense.
- 16 de diciembre: Alberto Marchetti, futbolista y entrenador italiano.
- 17 de diciembre: Tucho Calvo, periodista y escritor español.
- 18 de diciembre: Milan Pantić, periodista serbio (f. 2001).
- 19 de diciembre: Juan Uslé, pintor español.
- 21 de diciembre: Miguel Huezo Mixco, narrador, poeta y ensayista salvadoreño.
- 25 de diciembre: Annie Lennox, cantante británica.
- 28 de diciembre: 
  - Rosita Bouchot, actriz mexicana.Denzel Washington

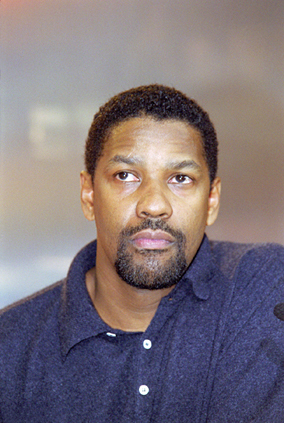
Denzel Washington

  - Denzel Washington, actor estadounidense.
- 31 de diciembre: 
  - Camilo Durán Casas, periodista colombiano (f. 2012).
  - Alex Salmond, político británico, exministro de Escocia.
  - Hermann Tilke, diseñador alemán de circuitos de automóviles.

### Fechas desconocidas
- Gavin Flood, indólogo británico.

## Fallecimientos

### Enero a junio
- 1 de enero: José Millán-Astray, militar español y fundador de la Legión Española (n. 1879).
- 25 de enero: M. N. Roy, revolucionario, activista y teórico bengalí (n. 1893).
- 12 de abril: Francisco José Múgica, militar y político mexicano (n. 1884).
- 13 de febrero: Frederick Lewis Allen, historiador estadounidense (n. 1890).
- 10 de marzo: Wilhelm Martin, historiador del arte germano-neerlandés (n. 1876).
- 13 de abril: Paul Brunbrouck, militar francés (n. 1926).
- 24 de abril: Guy Mairesse, piloto francés de automovilismo (n. 1910).
- 14 de mayo: Heinz Guderian, militar alemán (n. 1888).
- 16 de mayo: Clemens Krauss, director de orquesta y músico austriaco (n. 1893).
- 19 de mayo: Charles Ives, compositor estadounidense (n. 1874).
- 25 de mayo: Robert Capa, fotógrafo estadounidense (n. 1913).
- 29 de mayo: Anne O’Hare McCormick, periodista estadounidense de origen británico, ganadora del premio Pulitzer (n. 1882).
- 7 de junio: Alan Turing, matemático, lógico, científico de la computación, criptógrafo y filósofo británico (n. 1912).

### Julio a diciembre
- 13 de julio: Frida Kahlo, pintora mexicana (n. 1907).
- 14 de julio: 
  - Jacinto Benavente, dramaturgo español, premio nobel de literatura en 1922 (n. 1866).
  - Jackie Saunders, actriz de cine mudo estadounidense (n. 1892).
- 31 de julio: Onofre Marimón, piloto de automovilismo argentino (n. 1923).
- 3 de agosto: Colette, novelista francesa, miembro de la Academia Goncourt (n. 1873).
- 12 de agosto: Matilde Muñoz, escritora y crítica española (n. 1895).
- 24 de agosto: Getúlio Vargas, político brasileño, presidente en cuatro oportunidades (n. 1882).
- 8 de septiembre: André Derain, pintor francés (n. 1880).
- 18 de septiembre: Armando Reverón, pintor venezolano (n. 1889).
- 22 de septiembre: Luis Agote, médico argentino, inventor del método de adición de citrato de sodio usado para la conservación de la sangre usada en transfusiones (n. 1868).
- 24 de septiembre: Constancio Vigil, escritor uruguayo (n. 1876).
- 25 de septiembre: Vitaliano Brancati, escritor italiano (n. 1907).
- 6 de octubre: Yukio Ozaki, político japonés (n. 1858).
- 8 de octubre: Ricardo García Ysunza, médico cirujano mexicano, director de la Escuela Nacional de Medicina, iniciativa de autonomía del Instituto Científico y Literario, masón (n. 1892).[4]
- 24 de octubre: Pepito Arriola, músico español (n. 1895).
- 27 de octubre: Franco Alfano, compositor italiano (n. 1876).
- 1 de noviembre: John Lennard-Jones, matemático británico, profesor de física teórica y, a continuación, de la ciencia teórica (n. 1894).
- 3 de noviembre: Henri Matisse, pintor francés (n. 1869).
- 15 de noviembre: Lionel Barrymore, actor estadounidense (n. 1878).
- 28 de noviembre: Enrico Fermi, físico ítalo-estadounidense, premio nobel de física en 1938 (n. 1901).
- 8 de diciembre: Ernesto Vilches, empresario teatral, director de teatro y actor español (n. 1879).

## Arte y literatura
- 6 de enero: Francisco José Alcántara obtiene el premio Nadal por su novela La muerte sienta bien a Villalobos.
- 5 de abril: Ian Fleming publica Vive y deja morir (de la serie del espía 007).
- 5 de junio: Françoise Sagan publica Bonjour tristesse.
- 17 de septiembre: William Golding publica El señor de las moscas.
- Pablo Ruiz Picasso: Mujeres de Argel.
- Frida Kahlo: El marxismo dará la salud a los enfermos.
- Agosto: J. R. R. Tolkien publica La comunidad del anillo, primer libro de la trilogía El Señor de los anillos, en noviembre publica la segunda parte: Las dos torres.
- Isaac Asimov: Las bóvedas de acero.
- Pierre Boulle: El puente sobre el río Kwai.
- Agatha Christie: Destino desconocido.
- Yasunari Kawabata: El rumor de la montaña.
- Astrid Lindgren: Mio, min Mio.
- Iris Murdoch: Bajo la red.
- C. S. Lewis: The Horse and His Boy.
- Aldous Huxley: Las puertas de la percepción.

## Ciencia y tecnología
- J. L. Moreno: Fundamentos de sociometría.
- Jonas Salk inventa una vacuna contra la poliomielitis.
- En Estados Unidos se realiza el primer trasplante de riñón y la primera válvula cardíaca artificial.

## Música
- Se forma The Isley Brothers, posiblemente el grupo más antiguo todavía en activo.
- Alberto Beltrán y La Sonora Matancera: Aunque me cueste la vida.
- Quique Lucca funda La Sonora Ponceña.
- Bill Haley & His Comets: Rock Around the Clock.
- Elvis Presley graba el 19 de julio la legendaria canción That's all right en los estudios Sun Records. El tema es considerado como la primera canción de rock and roll.
- Frank Sinatra: Songs for Young Lovers. «Publicado en enero bajo el sello discográfico Capitol Records» y Swing Easy!. «Publicado el 2 de agosto bajo el sello discográfico Capitol Records».

### Música clásica
- Con motivo de una edición de su Sonata-Fantasía para piano (1936/1937), Michael Tippett retira el término «Fantasía» del título de la obra, que ya había revisado en 1942.

## Cine
- 1 de septiembre: en EE. UU. se estrena La ventana indiscreta, de Alfred Hitchcock.
- 3 de noviembre: en Japón se estrena Godzilla de Ishiro Honda.

## Deporte

### Atletismo
- Del 25 al 29 de agosto: V Campeonato Europeo de Atletismo celebrado en Berna (Suiza).
  - Ganador del medallero   Unión Soviética

### Béisbol
- Liga de Béisbol Profesional de la República Dominicana: las Estrellas Orientales ganan su primer título al derrotar a los Tigres del Licey.

### Esquí
- 17 de enero: en el Puerto de Pajares (Asturias) se inaugura la Estación Invernal y de Montaña Valgrande-Pajares, siendo una de las primeras estaciones de esquí de España.

### Fórmula 1
- Juan Manuel Fangio se consagra campeón del mundo de Fórmula 1.

### Fútbol
- 4 de julio: Suiza: Campeonato mundial de Fútbol: Alemania gana su primera Copa Mundial de Fútbol al ganar en la final a Hungría por 3-2.
- 7 de agosto: en Córdoba (España) se funda el Córdoba Club de Fútbol.
- Campeonato Nacional de fútbol chileno: Universidad Católica campeón.
- Fútbol Profesional Colombiano: Atlético Nacional (1.ª vez).
- En México se inaugura el Estadio Nemesio Díez, del Club Deportivo Toluca.
- 12 de diciembre: Club Estudiantes de La Plata asciende a Primera División de Argentina, luego de un descenso polémico por cuestiones políticas de aquella época.
- 18 de diciembre: en Ibagué (Colombia) se crea el equipo de fútbol Deportes Tolima.

## Premios Nobel
- Física: Max Born y Walther Bothe.
- Química: Linus Carl Pauling.
- Medicina: John Franklin Enders, Thomas Huckle Weller y Frederick Chapman Robbins.
- Literatura: Ernest Hemingway.
- Paz: Oficina del Alto Comisionado de las Naciones Unidas para los Refugiados.